# Boer (kaartspel)

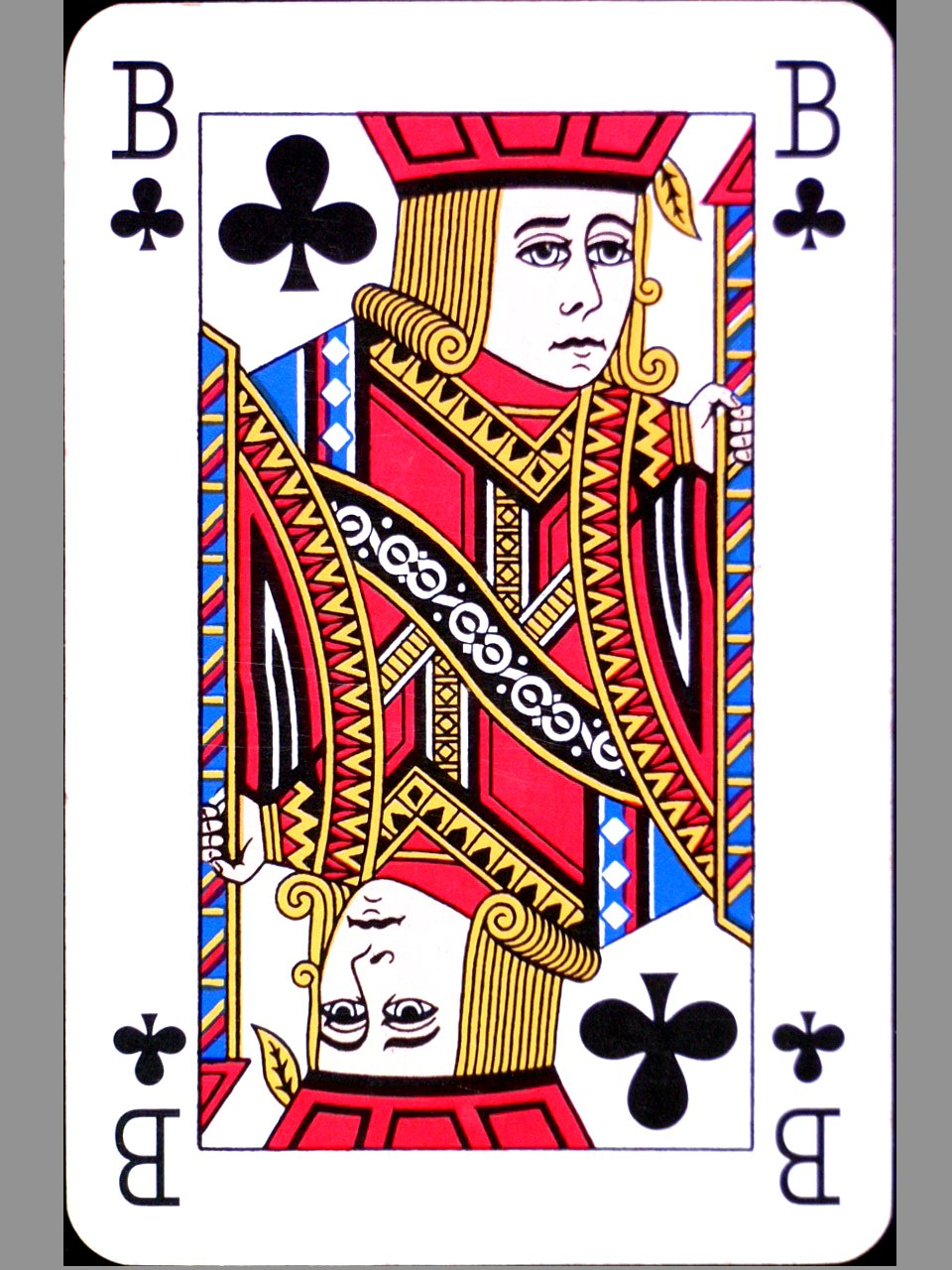
De klaveren boer

De boer is een kaart uit het standaard kaartspel, tussen de 10 en de vrouw.
Deze kaart wordt ook wel zot, jas, jack of Jantje genoemd, en toont vaak de beeltenis van een soldaat in middeleeuwse kleding, met een hellebaard.
- Bij klaverjassen is de boer de hoogste troefkaart.
- Bij zwartepieten verlies je als je aan het eind van het spel met schoppenboer blijft zitten. Vandaar de uitdrukking iemand de zwartepiet toespelen: iemand als schuldige of als zondebok proberen aan te wijzen.